# Oulches-la-Vallée-Foulon
 Oulches-la-Vallée-Foulon  là một xã ở tỉnh Aisne, vùng Hauts-de-France thuộc miền bắc nước Pháp.